# Stance Punks
Stance Punks (skrives officiellt med vokaler) är ett japanskt punkband, bestående av Tsuru, Kinya, Tetsushi och Kenichi. Bandet bildades 1998. Utanför Japan är de mest kända för att deras sång "Mayonaka shounen totsugekidan" spelas under eftertexterna till filmen Battle Royale 2 samt att låten "No boy, no cry" användes som ledmotiv till den populära animeserien Naruto.